# ذمبرم (مكيراس)

تعديل مصدري - تعديل

ذمبرم هي إحدى قرى عزلة مكيراس بمديرية مكيراس التابعة لمحافظة البيضاء، بلغ تعداد سكانها 25 نسمة حسب تعداد اليمن لعام 2004.